# Пушілунг
Пушілунг (в'єт. Núi Pu Si Lung, іноді в'єт. Phu Si Lung, або в'єт. Phu Xi Lùng) — гора у Південно-Східній Азії на кордоні між Китаєм і В'єтнамом. Пушілунг — друга за висотою гора у В'єтнамі, після Фаншипана (3147 м.). Висота вершини становить 3083 метри, а сама вершина знаходиться на в'єтнамській стороні у кількох десятках метрів від кордону.
Гора знаходиться в комуні Павеши (в'єт. xã Pa Vệ Sử), повіт Мионгте (в'єт. Mường Tè), провінція Лайтяу.
Сходження відбувається за маршрутом Мионгте-Павеши-стовпчик 42 (в'єт. Mốc giới số 42)-Пушілунг, назад тим самим шляхом. Для отримання дозволу на сходження треба подати заявку в командуванні прикордонної служби провінції Лайтяу в місті Лайтяу; послуги гіда платні та обов'язкові.